# Danny Matthys
Danny Matthys (Zottegem, 23 juni 1947) is een Vlaams-Belgisch beeldend kunstenaar, die oorspronkelijk bekend was als conceptueel kunstenaar. Hij was in het begin van zijn loopbaan, in de jaren zestig, een pionier in foto- en videokunst. Hij werd daarin gesteund door Karel Geirlandt.

## Biografie
Matthys studeerde eerst tekenaar-ontwerper aan de Textielschool in Gent, waarna aan het St-Lucas instituut afstudeerde in de "Monumentale Kunsten" en vervolgens beeldhouwkunst te studeren aan de Koninklijke Academie voor Schone Kunsten te Gent.
In 1977 waren er gelijktijdig twee tentoonstellingen met conceptuele kunst in zowel het Van Abbemuseum te Eindhoven als in het Bonnefantenmuseum te Maastricht met voornamelijk zijn conceptueel werk. Midden jaren zeventig nam Matthys de uitbouw van de afdeling artistieke opleiding op zich binnen het Stedelijk Secundair Kunstinstituut Gent. Zijn partner daarin was Eric De Volder, een theatermaker en beeldend kunstenaar. Het was een pedagogisch experiment dat nauw verbonden was aan het Ministerie van Nederlandse Cultuur en Vlaamse Zaken, een voorloper van het huidige Vlaamse Cultuurministerie.
Vanaf de jaren tachtig wendt Matthys meer traditionele technieken aan. Assemblagekunst op basis van antieke fotoreeksen, collage, fotomozaïeken en olieverfschilderijen doen hun intrede in zijn oeuvre.
Eind jaren tachtig maakte Matthys diverse reizen naar Australië. Hij emigreerde naar dat land en had er tentoonstellingen in onder meer de Art Gallery van New South Wales, samen met onder anderen de debuterende Wim Delvoye. Ook kwamen er projecten tot stand met Peter Best, een Australische componist van filmmuziek. Verder hield hij zich bezig met de oude en de nieuwe kunst van Aboriginals, waarbij hij als expert op het gebied van antropologie en Aboriginals in contact stond met Georges Petitjean, die later de conservator werd van het Museum voor Hedendaagse Aboriginalkunst in Utrecht.
Diverse tegenslagen in de privésfeer dwongen Matthys begin jaren negentig echter terug te keren naar Europa. In die periode legt hij zich eerst toe op het herbewerken van zijn vroegere collagewerk en Polaroidreeksen. Hij hanteert daarbij een persoonlijke pointillistische techniek, deels ook geïnspireerd op Aboriginal-kunst. Hij maakt in die periode ook grote, monumentale 'tegelschervenmozaïeken'.
Werk van Matthys is te vinden in onder meer het Museum van Hedendaagse Kunst Antwerpen en het Kunstmuseum aan Zee. Op de linkervoorgevel van het SMAK in Gent hangt een groot werk van hem, opgebouwd uit 100 levensgrote bustes in gepigmenteerd beton die verankerd zijn in de voorgevel van het museum. Het werk was als liggende opstelling geconcipieerd. Jan Hoet wilde het werk uiteindelijk graag hangend aan de gevel.
Matthys' conceptueel fotowerk 'Brabantdam 59, Downstairs-Upstairs' uit 1975, dat deel uitmaakt van de vaste collectie van het Museum van Hedendaagse Kunst Antwerpen, werd voor een lange termijn uitgeleend aan het National Museum of Contemporary Art in Athene EMST en werd geselecteerd voor het Fridericianum tijdens de Documenta 14 (2017) in het Duitse Kassel.
Hij was ook medeoprichter en hoofddocent van de afdeling Mixed media aan de Koninklijke Academie voor Schone Kunsten van Gent.
Zijn vroege videokunst uit de jaren zestig en de vroege jaren zeventig werd door Argos Foundation en de Vlaamse Gemeenschap gerestaureerd en beter beschermd tegen de tand des tijds.
Sinds de vroege 21e eeuw werkt Matthys nauw samen met zijn echtgenote Danielle. Als Danny en Danielle Matthys werken ze intensief samen en exposeerden ze de voorbije jaren in binnen - en buitenland.